# Cierva C.2
Cierva C.2 (Autogiro No. 2) – drugi wiatrakowiec zaprojektowany przez Juana de la Ciervę po próbach z pierwszym nieudanym autożyrem Cierva C.1. Prace nad C.2 rozpoczęto w marcu 1921 ale zostały one przerwane z powodu kłopotów z finansowaniem konstrukcji i C.2 został ukończony dopiero w 1922 już po powstaniu innego wiatrakowca Ciervy - C.3.
C.2 był bardziej udaną konstrukcją od wcześniej ukończonych C.1 i C.3. Wiatrakowiec był od nich bardziej stabilny i wykonał kilka parometrowych skoków ale nadal posiadał nierozwiązaną tendencję do niekontrolowanego przechylanie się w jedną stronę. W czasie testowania maszyna była trzykrotnie rozbita, ostatecznie eksperymenty z C.2 zakończone w kwietniu 1922.

## Historia
Po niepowodzeniu pierwszego wiatrakowca Cierva C.1 hiszpański inżynier skonstruował szereg niewielkich modeli testując różne konfiguracje wirników. W wyniku eksperymentów zaprojektował nowe autożyro z dużym, dwuosobowym kadłubem i pojedynczym wirnikiem o średnicy 11,5 metrów. Wirnik miał pięć sztywnych płatów o konstrukcji duraluminiowo-drewnianej i krytych płótnem, płaty były dodatkowo zewnętrznie usztywnione od góry i dołu przez stalowe linki. Płaty miał symetryczny profil lotniczy typu Eiffel 101 na całej długości.
Kadłub wiatrakowca był albo specjalnie zbudowany do tego celu albo był to zaadaptowany do tego celu kadłub dwupłatowego samolotu (niektóre źródła podają, że był to samolot typu Hanriot). Stabilność maszyny była zapewniana przez duże powierzchnie sterowe umieszczone na końcu kadłuba. Napęd wiropłatu stanowił 110-konny silnik rotacyjny typu Le Rhône 9Ja.
Konstrukcję nowej maszyny rozpoczęto w marcu 1921 w warsztacie ciesielskim w Madrycie należącym do Ciervy, jego brata Ricarda i wspólnika Pablo Diaza. Prace nad nowym wiatrakowcem posuwały się bardzo powoli co było spowodowane brakiem funduszy na jego budowę, a także opóźniającą się dostawę duraluminiowych elementów konstrukcyjnych z Francji.
Nie czekając na brakujące elementy Cierva rozpoczął pracę nad jego trzecim wiatrakowcem, C.3, który został ukończony i oblatany zanim do końca zbudowano C.2. Ostatecznie C.2 został ukończony na początku 1922 i wkrótce po tym został oblatany przez porucznika Gomeza Spencera. Maszyna miała lepszą stateczność poprzeczną od wcześniejszych C.1 i C.3 ale nadal miała bardzo silną tendencję do niekontrolowanego przechylania się na jedną stronę czemu nie mogły zapobiec nawet duże powierzchnie sterowe. W trakcie testowania wiatrakowiec wykonał kilka około dwumetrowych podskoków do góry ale był w stanie rozpocząć kontrolowanego lotu. W czasie testów maszyna była trzykrotnie uszkodzona w różnych wypadkach. Ostatecznie eksperymenty z C.2 zakończono w kwietniu 1922.